# Punctoribates sibiricus
Punctoribates sibiricus är en kvalsterart som beskrevs av Grishina 1987. Punctoribates sibiricus ingår i släktet Punctoribates och familjen Punctoribatidae. Inga underarter finns listade i Catalogue of Life.